# Flora (Indiana)
Pour les articles homonymes, voir Flora.
Flora est une municipalité américaine située dans le comté de Carroll en Indiana.
Lors du recensement de 2010, sa population est de 2 036 habitants. La municipalité s'étend alors sur une superficie de 1,06 mille carré (2,75 km2).
John Flora s'implante sur ce site dès 1827. Il fonde la ville en 1872, anticipant l'arrivée du chemin de fer. Celle-ci porte le nom de Fountain City puis d'Ino avant d'être renommée Flora à sa mort en 1875.